# Дом Раппопорта
Дом Раппопорта — историческое здание XIX века в Минске, памятник архитектуры и истории (номер 711Е000001). Расположен по адресу: улица Герцена, дом 6.

## История
Здание построено в первой половине XIX века. Известно, что до конца XIX века зданием владела мещанка Анна Эцинген, который принадлежал и соседний дом № 4. В 1901 году дом купил австрийский подданный К. Раппопорт, а в 1909 году его выкупили мещане Айзик и Бейля Вигдорчики. В здании находилась небольшая пекарня, а также лавка, в которой продавали свежий хлеб. По состоянию на конец XX века дом оставался жилым. В настоящее время в доме размещается магазин одежды сети Gooseberry.

## Архитектура
Дом одноэтажный, он выстроен из дерева на высоком цокольном этаже, сложенном из бутового камня. Дом в плане прямоугольный, его крыша двускатная. Обшивка стен горизонтальная, а ниже уровня окон, имеющих прямоугольную форму, проходит декоративный пояс, где обшивка ориентирована горизонтально. Резная деревянная отделка относится к началу XX века, в ней присутствуют элементы стиля модерн.